# 岑峰窖酒
岑峰窖酒是江西省贛州市尋烏縣丹溪乡岑峰村出产的一系列白酒和黄酒/米酒，岑峰窖酒为新兴的地方酒种，当地赖氏先人于1835年开始酿酒，传至丈夫赖丙光已乃第六代，他退伍后赴广东打工时发现客家黄酒畅销当地，便辞职回乡以祖传酿酒技艺设厂酿酒，其产品包括白酒、黄酒和米酒。与绝大多数以高粱为主料的白酒不同，岑峰窖酒系列白酒乃以糯米为主料酿制而成，为一地方品牌，主要销售市场在当地和赣粤边区。